# Roger Sherman Loomis
Roger Sherman Loomis (Yokohama, 31 ottobre 1887 – Waterford, 11 ottobre 1966) è stato un medievista statunitense, tra le maggiori autorità nel campo degli studi arturiani.

## Biografia
Nacque in Giappone da genitori statunitensi, Henry Loomis e Jane Herring Greene.

### Formazione
Studiò alla  The Hotchkiss School di Lakeville, nel Connecticut. Ottenne il Bachelor of Arts dal Williams College nel 1909, e un Master of Arts dall'Università Harvard nel 1910. Nel 1913 fu al New College dell'Università di Oxford, dove aveva ottenuto una Rhodes Scholarship.
Fu instructor all'Università dell'Illinois a Urbana dal 1913 al 1918, e, l'anno dopo, professore alla Columbia University, dove insegnò fino al 1958. Dal 1958 fu professore emerito. Nell'anno accademico 1955-1956, fu Eastman Professor all'Università di Oxford.
Nel 1930, Loomis prese parte al primo Congresso internazionale arturiano che si tenne a Truro, in Cornovaglia, dedicato agli studi sulla letteratura arturiana.

### Opera
Loomis è autore di dieci libri scientifici e di molte pubblicazioni specialistiche. Fin dagli esordi, si occupò dell'influenza della mitologia celtica sulle leggende arturiane, specialmente sul mito del Santo Graal. Il suo libro A Mirror of Chaucer's World, pubblicato a Princeton nel 1965, è un volume iconografico, con presentazione di disegni, sculture, dipinti, e altro materiale collegato a Geoffrey Chaucer e alla sua epoca. Il suo libro più famoso, Arthurian Tradition and Chretien de Troyes, pubblicato dalla Columbia University nel 1949, vinse la Haskins Medal della Medieval Academy of America.

### Affiliazioni e onorificenze
Loomis fu membro della International Arthurian Society (della cui sezione americana fu presidente dal 1948 al 1963), della Modern Language Association, della Mediaeval Academy of America (ne divenne anche secondo vicepresidente dal 1961 al 1964), della Modern Humanities Research Association, e della American Humanist Association.
Ottenne titoli onorifici dalla Columbia University, dal Williams College, dall'Università del Galles, e dall'Università di Rennes.
Durante la prima guerra mondiale, curò Atenshun 21, una pubblicazione dell'esercito statunitense.

## Pubblicazioni
- Illustrations of Medieval Romance On Tiles From Chertsey Abbey (1916)
- Freshman Readings (1925)
- Celtic Myth and Arthurian Romance (1927)
- The Art of Writing Prose (1930) with Mabel Louise Robinson, Helen Hull and Paul Cavanaugh
- Models for Writing Prose (1931)
- The Romance of Tristram and Ysolt (1931) translator
- Tristan and Isolt: A study of the Sources of the Romance by Gertrude Schoepperle Loomis, 2d ed., expanded by a bibliography and critical essay on Tristan scholarship since 1912, by Roger Sherman Loomis (New York, B. Franklin, 1960)
- Arthurian Legends in Medieval Art (1938) with Laura Hibbard Loomis
- Introduction to Medieval Literature, Chiefly in England. Reading List and Bibliography (1939)
- Representative Medieval And Tudor Plays (1942) editor with Henry W. Wells
- The Fight for Freedom: College Reading in Wartime (1943) with Gabriel M. Liegey
- Modern English Readings (1945) editor with Donald Lemen Clark
- Medieval English Verse and Prose (1948) with Rudolph Willard
- Arthurian Tradition And Chretien De Troyes (1949)
- Wales and the Arthurian Legend (1956)
- Medieval Romances (1957) editor with Laura Hibbard Loomis
- Arthurian Literature in the Middle Ages, A Collaborative History (1959) editor
- The Grail: From Celtic Myth to Christian Symbol (1963)
- The Development of Arthurian Romance (1963)
- A Mirror of Chaucer's World (1965)
- The Arthurian Material in the Chronicles: Especially Those in Great Britain and France (1973) expansion of Robert Huntington Fletcher's 1906 book
- Lanzelet (2005) translator Thomas Kerth, notes by Loomis and Kenneth G. T. Webster